# Аулендорф
Аулендорф (њем. Aulendorf) град је у њемачкој савезној држави Баден-Виртемберг. Једно је од 39 општинских средишта округа Равенсбург. Према процјени из 2010. у граду је живјело 9.837 становника. Посједује регионалну шифру (AGS) 8436008.

## Географски и демографски подаци
Аулендорф се налази у савезној држави Баден-Виртемберг у округу Равенсбург. Град се налази на надморској висини од 576 метара. Површина општине износи 52,4 km². У самом граду је, према процјени из 2010. године, живјело 9.837 становника. Просјечна густина становништва износи 188 становника/km².